# Geostaket

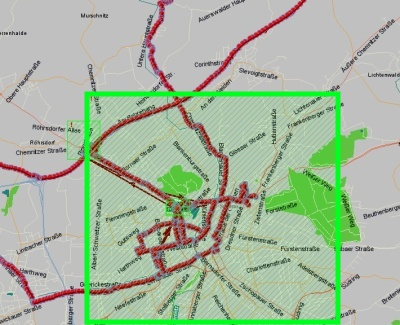

Geostaket är ett geografiskt avgränsat eller definierat område som bestämts och som "inhägnats" med en programvara. 
Geostaket används för att övervaka eller kartlägga ett objekts rörelser eller förflyttningar. I regel används en GPS-enhet som rapporterar sina koordinater, det vill säga förflyttningar. I bakomliggande system på karta eller med larm visar systemet om enheten kommit in i eller lämnar området. Systemet kan då till exempel tvinga ett fordon att köra med låg hastighet.
I mer avancerade system har GPS-enheten själv uppgifter om aktuella geostaket och rapporterar eller ändrar sina inställningar när den passerar en sådan gräns, utan att ett bakomliggande system måste tolka informationen. Ofta kan även andra intressanta uppgifter kopplas till enheten, exempelvis vilken last fordonet har, antal körda timmar, eller temperatur på lasten. 
Ett geostaket kan ha olika geometriska former.
Den internationella facktermen för geostaket är geofence.